# Kwajalein-atoll
A Kwajalein-atoll egy marshall-szigeteki szigetcsoport a Csendes-óceánban, és a világ egyik legnagyobb atollja. A 93 sziget területe 16,39 km², a víz területe a 2174 km².
Az összes sziget átlagos tengerszint feletti magassága körülbelül 1,8 méter.

## Története

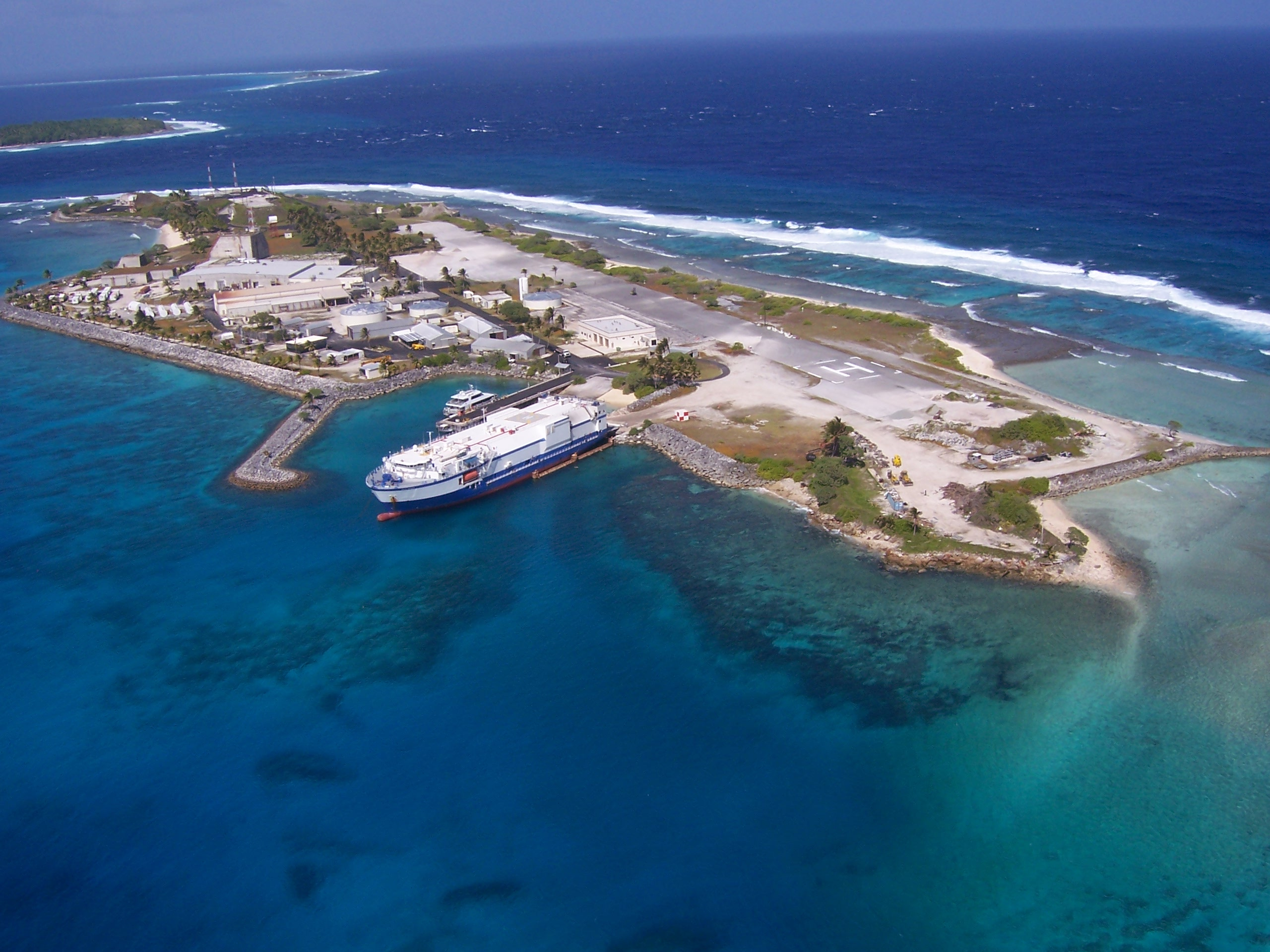
Meck-sziget

1885 és 1919 között német gyarmat volt. 1914-ben Japán megszállta a szigeteket, és katonai támaszpontokat létesített.
1944. január 31. és február 6. között itt zajlott a kwajaleini csata.
Itt található az amerikai hadsereg Ronald Reagan Ballisztikus Rakétavédelmi Tesztbázisa.

## Látnivalók

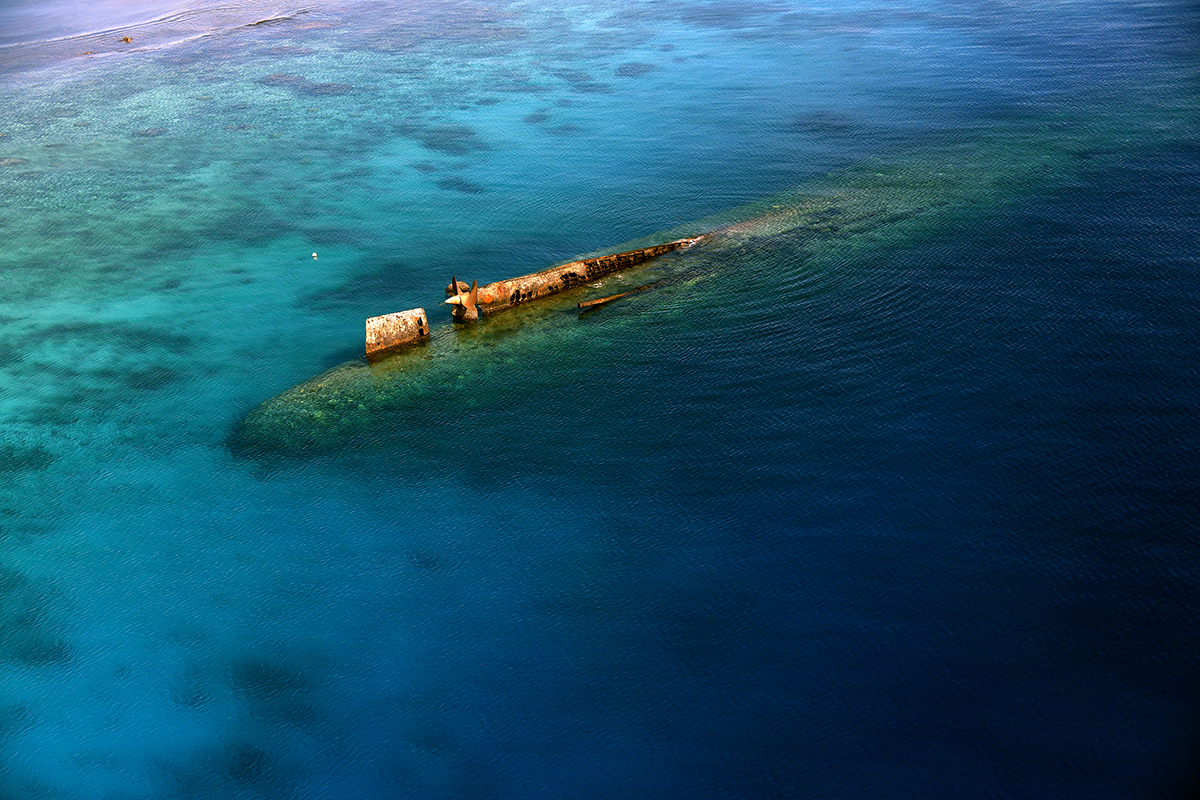
A Prinz Eugen 2018-ban

- Prinz Eugen hajótörés

## Itt született
- Imata Kabua(wd), a Marshall-szigetek második elnöke
- Lisa Loring amerikai színésznő
- Todd Lyght(wd), amerikaifutball-játékos